# Romero Rubio (estación)
Romero Rubio es una estación del Metro de la Ciudad de México, perteneciente a la línea B. Se ubica al oriente de la Ciudad de México, en la alcaldía Venustiano Carranza.

## Información general
El emblema de la estación es el busto de Manuel Romero Rubio, quien en 1854 se unió al Plan de Ayutla desconociendo la legitimidad del gobierno de Santa Anna. Romero Rubio fue también miembro del Congreso Constituyente de 1856-1857, en el que votó a favor de la desamortización de los bienes de la Iglesia. Peleó con las armas contra el partido conservador durante la Guerra de Reforma, y estuvo a cargo de los asuntos civiles de la Ciudad de México por designación de Benito Juárez durante la Intervención francesa en 1863. Colaboró con Benito Juárez durante la guerra contra Maximiliano de Habsburgo, reuniendo significativos recursos económicos para el financiamiento del ejército liberal.  Al final de la Guerra de Reforma, fue nombrado Presidente de la Cámara de Diputados en 1870.
Más adelante, se constituyó como el brazo derecho y principal consejero de Lerdo de Tejada, quien fuera presidente de México a la muerte de Benito Juárez y , posteriormente, también se erigió como el brazo derecho de Porfirio Díaz y la segunda figura política más relevante del porfiriato.
Romero Rubio adquirió un enorme peso político en el gobierno de Díaz debido a la enorme relevancia y diversidad de las funciones que adquirió como Secretario de Gobernación, y a su enorme capacidad de negociación. Ambos elementos se convirtieron en un eje esencial para la instauración de la hegemonía porfiriana. Por iniciativa de Romero Rubio, fue creada en 1892 la Unión Liberal, antecedente del grupo de los Científicos, del que fue su principal líder y protector hasta su muerte, en 1895.

## Afluencia
En su correspondencia con la línea B el número total de usuarios, en esta estación, para el 2014 fue de 1 849 680 usuarios, el número de usuarios promedio para el mismo año fue el siguiente: [cita requerida]
| Tipo de día   | Afluencia promedio |
| ------------- | ------------------ |
| Día festivo   | 4.976              |
| Día laboral   | 7.340              |
| Fin de semana | 6.758              |
| Anual         | 7.116              |

Y así se ha visto la afluencia de la estación en los últimos 10 años:
| Afluencia Anual de Pasajeros | Afluencia Anual de Pasajeros | Afluencia Anual de Pasajeros | Afluencia Anual de Pasajeros | Afluencia Anual de Pasajeros | Afluencia Anual de Pasajeros |
| ---------------------------- | ---------------------------- | ---------------------------- | ---------------------------- | ---------------------------- | ---------------------------- |
| Año                          | Afluencia                    | A Diario                     | Puesto                       | Aumento%                     | Ref.                         |
| 2023                         | 4,882,287                    | 13,376                       | 97°/195                      | +24.10%                      | [ 7 ]                        |
| 2022                         | 3,934,214                    | 10,778                       | 110°/195                     | +74.31%                      | [ 7 ]                        |
| 2021                         | 2,257,035                    | 6,183                        | 130°/195                     | +31.78%                      | [ 8 ]                        |
| 2020                         | 1,712,731                    | 4,679                        | 160°/195                     | -41.45%                      | [ 9 ]                        |
| 2019                         | 2,925,132                    | 8,014                        | 167°/195                     | +2.17%                       | [ 10 ]                       |
| 2018                         | 2,863,109                    | 7,844                        | 168°/195                     | -4.93%                       | [ 11 ]                       |
| 2017                         | 3,011,671                    | 8,251                        | 162°/195                     | +0.35%                       | [ 12 ]                       |
| 2016                         | 3,001,060                    | 8,199                        | 163°/195                     | -8.83%                       | [ 13 ]                       |
| 2015                         | 3,291,844                    | 9,018                        | 146°/195                     | -4.08%                       | [ 14 ]                       |
| 2014                         | 3,431,783                    | 9,402                        | 143°/195                     | -3.41%                       | [ 15 ]                       |

## Salidas de la estación
- Oriente: Avenida Oceanía entre Avenida del Peñón y Oriente 158 (Centro Comercial "Encuentro Oceanía"), colonia Moctezuma 2.ª. Sección.
- Poniente: Avenida Oceanía entre Calle Pekín y Calle Marruecos, colonia Romero Rubio